# Édouard Okolowicz
Édouard Okolowicz, né le 19 janvier 1842 à Vierzon, et mort à Paris le 6 août 1888 est un compositeur français.

## Biographie
Fils d'un réfugié polonais, Auguste Okołowicz, maître de musique, et d'une Française Clémence Canuet, Édouard est le 4e enfant d'une très grande fratrie (dont Auguste). 

## Œuvres

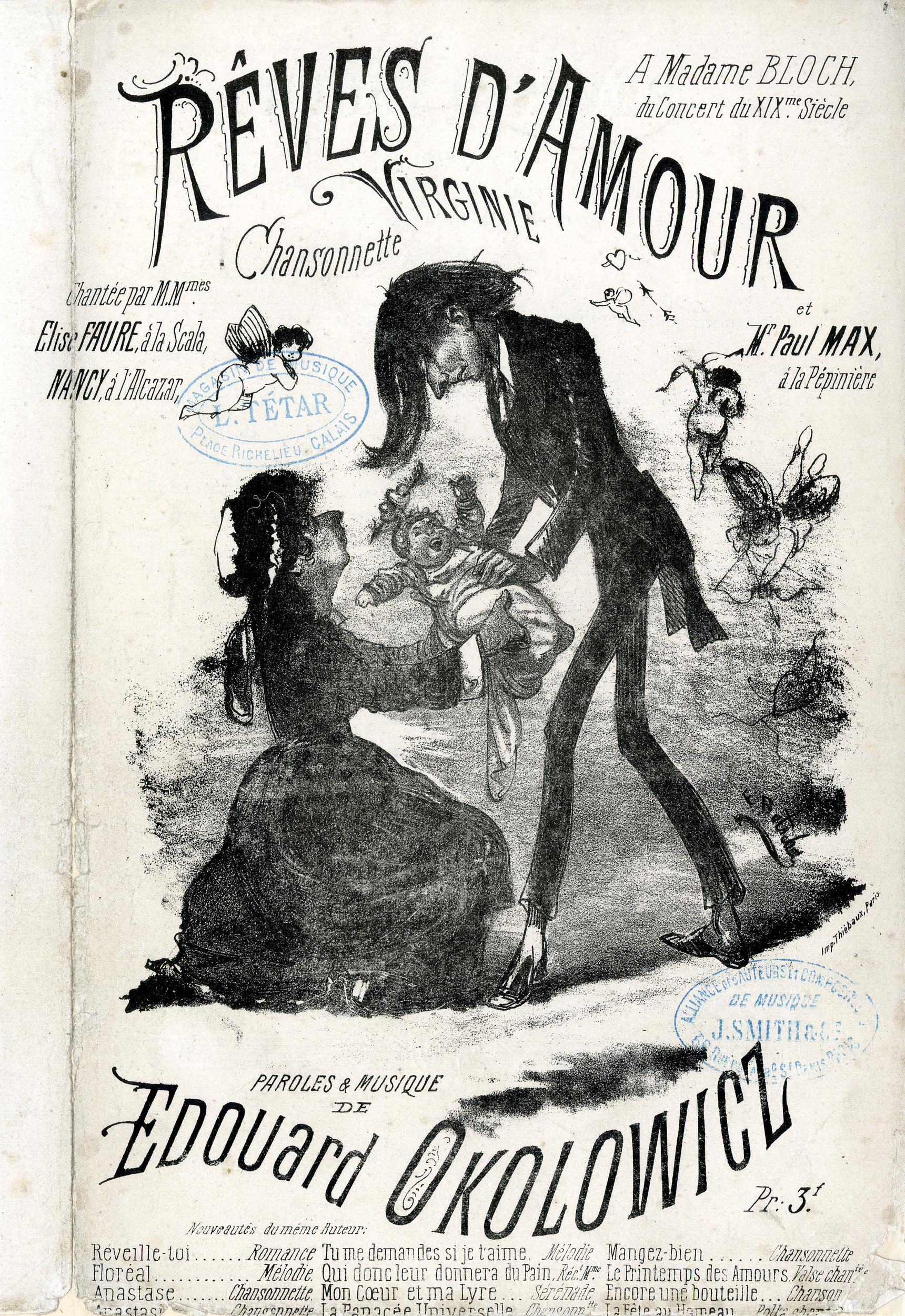
Rêve d'amour Virginie, partition illustrée par Émile Butscha (avant 1887), British Museum.